# Sabinia
Sabinia es la región italiana que ocupan los Montes Sabinos en el Latium, en la Italia central. Toma su nombre de los sabinos, un pueblo ganadero que compartía territorio con Roma. Hoy en día se identifica con la provincia de Rieti, en el Lacio, aunque históricamente incluía partes de Umbría (el área de los pueblos de Cascia, Amelia, Narni, Accumoli y Norcia) y Abruzos (valle del Aterno).

## Historia
En la división de Italia realizada por César Augusto, se incluyó Sabinia en la región IV, Samnium. En la redistribución de distritos realizada por Diocleciano en el siglo III, pasó a formar parte de la Italia suburbicaria, gobernada directamente por Roma, y asignada a la subdivisión Valeria. Con la llegada de los lombardos durante la Alta Edad Media, el territorio de Sabinia a veces estaba incorporado al Ducado de Spoleto, y a veces al Ducado de Roma. Con el auge de los Estados Papales, Sabinia pasó a estar gobernada directamente por el Pontífice, o indirectamente por los Condes de Sabinia, un título de la familia noble Crescentii durante los siglos X y XI.

## Obispado
Véase también Diócesis suburbicaria.
Sabinia ha sido la sede de un obispado católico desde el siglo VI, aunque los primeros nombres en su lista de obispos pueden ser apócrifos.
La provincia papal oficial de Sabina fue establecida por el Papa Paulo V en 1605. El Cardenal Obispo de Sabinia es uno de los seis Titulus Suburbicanus (sin contar Ostia) del Colegio Cardenalicio que tiene ese rango.
La iglesia cardenalicia Titular de Sabinia está unida a la de Poggio Mirteto, con el nombre oficial de Sabinia y Poggio Mirteto  desde 1925, y el de Sabinia-Poggio Mirteto desde 1986. El actual (desde el año 2000) Cardenal Obispo de Sabinia-Poggio Mirteto es Giovanni Battista.